# Тімоті Мвітва
Тімоті Мвітва (англ. Timothy Mwitwa, 21 травня 1968 — 27 квітня 1993, Атлантичний океан) — замбійський футболіст, що грав на позиції нападника, зокрема за національну збірну Замбії. Загинув у авіакатастрофі у 1993 році разом із більшістю гравців національної команди.

## Клубна кар'єра
У дорослому футболі дебютував 1988 року виступами за команду «Нкана», в якій провів два сезони. 
Привернув увагу представників тренерського штабу клубу «Спарта» (Прага) і 1990 року перебрався до Чехословаччини. Протягом сезону, в якому команда виграла чемпіонат Чехословаччини, взяв участь лише у семи іграх, після чого повернувся на батьківщину. У 1991–1993 роках знову захищав кольори команди «Нкана», після чого перейшов до «Кабве Ворріорс», кольори якого і захищав до трагічної загибелі. 27 квітня 1993 року разом із іншими гравцями та тренерами збірної Замбії, які знаходились на борту літака, що прямував до Сенегалу, Віздом Чанса загинув в авіакатастрофі над Атлантичним океаном неподалік столиці Габону Лібревіля.

## Виступи за збірну
1989 року дебютував в офіційних матчах у складі національної збірної Замбії.
У складі збірної був учасником Кубка африканських націй 1992 року у Сенегалі.
Загалом протягом п'яти років встиг провести у формі національної команди 16 матчів, забивши 2 голи.

## Титули і досягнення
- Чемпіон Чехословаччини (1):

«Спарта» (Прага): 1990-1991
- Бронзовий призер Кубка африканських націй: 1990